# Gekko athymus
Gekko athymus är en ödleart som beskrevs av Brown och Alcala 1962. Gekko athymus ingår i släktet Gekko och familjen geckoödlor. IUCN kategoriserar arten globalt som nära hotad. Inga underarter finns listade i Catalogue of Life.
Arten förekommer på Palawan och på andra öar i västra Filippinerna. Den lever i låglandet och i låga bergstrakter upp till 950 meter över havet. Gekko athymus vistas i ursprungliga skogar som kan ha en undervegetation med bambu.